# Olaszország zászlaja
Olaszország zászlaja Olaszország egyik nemzeti jelképe.

## Leírása
Három egyenlő függőleges sávból áll, amelyek balról jobbra zöld, fehér és piros színűek.

## Története
A mai zászlót 1948. január 1-jén adoptálta hivatalosan az ország nemzeti jelképei közé.
A lobogó az 1789-es francia forradalom hatására alakult ki. A forradalmi hangulatba sodort Itália a Francia Köztársaság lobogóját vette át, amelynek szélső sávjának színét kékről zöldre változtatta meg. A színeknek ezért nincsen valódi jelentéstartalmuk, de Olaszország nemzeti színeit mégis tartalommal töltötték meg. Az egyik nézőpont szerint a lobogó zöldje a síkságok és dombok színét idézi. A fehér szín az Alpok havas bérceit jelképezi, a piros pedig a hazafias forradalmárok vérére emlékeztet, akik a hazáért ontották vérüket. A keresztény valláshoz közelebb álló felfogás szerint a zöld a reményt, a fehér a hitet, a piros pedig a könyörületességet, emberszeretetet szimbolizálja.
Amikor 1789-ben kitört a francia forradalom, Itáliát megannyi kis hercegség, királyság és birodalom szabdalta. Így a forradalom eszménye hamarosan az egyesülési és függetlenedési törekvésekkel is együtt járt. 1796-ban Napoléon Bonaparte tábornok parancsnoksága alatt a francia hadsereg bevonult Itáliába, hogy a szabadság és a forradalom szellemét így exportálja szomszédjához. A nagy hadvezér a mai Észak-Olaszországban megdöntötte a feudális fejedelemségeket és több csatlós államot hozott létre, köztük a Transzpadániai Köztársaságot, amely valószínűleg Milánó címerét alapul véve zászlajára tűzte a zöld, fehér és piros színeket. Majd, hogy jobban hasonlítson a szabadság eszméit hozó francia megszállók lobogójához, a város légióinak zöld egyenruháját is felvették a zászlóra. Ez tulajdonképpen már a mai nemzeti lobogó volt, mindössze arányaiban különbözött a maitól.
Az első trikolórt a Ciszpadániai Köztársaság adoptálta 1797. január 7-én. A mai Emilia-Romagna régió helyén létrehozott napóleoni köztársaság egy évvel később egybeolvadt Transzpadániával, létrehozva a Ciszalpin Köztársaságot (Repubblica Cisalpina). Ennek zászlaja szintén a mai olasz nemzeti zászlóra hasonlított. Ez a lobogó egészen 1802-ig hivatalosan érvényben maradt. A Ciszalpin Köztársaság területét Bonaparte további tartományok hozzácsatolásával megnövelte, és 1802-ben átkeresztelte Itáliai Köztársasággá.. A nemzeti trikolort ekkor egy olyan lobogó váltotta fel, amely három egymásba helyezett, befelé haladva egyre kisebb, elforgatott helyzetű négyzetet ábrázolt, a korábbi három szín megtartásával.

Az 1802-ben megalakult Itáliai Köztársaság zászlaja

1804-ben Napóleon Franciaország császára lett. Az itáliai területek az ő közvetlen irányítása alatt maradtak, így a császár 1805-ben megszüntette az Itáliai Köztársaságot, és létrehozta belőle az Itáliai Királyságot. Ennek zászlaja hasonlított a köztársaságéra, de a közepén megjelent a császári arany sas emblémája. Ez a lobogó egészen 1814-ig, Napóleon bukásáig és az Itáliai Királyság felszámolásáig maradt érvényben.
1848-ban a nemzeti forradalmi hullám során a Lombard–Velencei Királysághoz csatolt Velence tartományban kikiáltott Szent Márk Köztársasága (Repubblica di San Marco) is átvette az olasz nemzeti trikolórt, felső sarkában Szent Márk arany oroszlánjának képével. A pápai államhoz tartozó Rómában kirobbant forradalmi mozgalma is felvette a nemzeti színeket. Az 1849-ben néhány hónapig fennállt Római Köztársaság trikolórjának középső, fehér sávjában két R betű állt, a Repubblica Romana név kezdőbetűi. Ezeket a rövid életű forradalmi kormányokat 1849-ben leverték.
Az 1848 és 1861 között a Szárd–Piemonti Királyság irányításával a Risorgimento néven ismert nemzeti egységmozgalom küzdött Itália egyesítéséért. A különböző fejedelemségek és tartományokban szervezkedő forradalmi mozgalmak sorra átvették az egységes nemzeti trikolór színeit. 1861. április 15-én a Savoyai-ház uralma alatt kikiáltották az egyesült Olasz Királyságot, amely saját nemzeti lobogójává tette a trikolórt, a középső, fehér sávjában a Savoya dinasztia címerével. 85 éven keresztül ez maradt Olaszország nemzeti lobogója.

Az Olasz Királyság lobogója 1861-től

1866-ban, az porosz–osztrák háborúban elszenvedett veresége nyomán az Osztrák Császárság átengedni kényszerült Olaszországnak Velence tartományt. Végül 1870-ben, a porosz–francia háborút kihasználva az olasz királyi csapatok elfoglalták Rómát, az Olasz Királyság annektálta a volt Pápai Államot. 1915-ben, az első világháború során Olaszország az antant mellett lépett hadba, a háború végén megkapta az Osztrák–Magyar Monarchiától elszakított adriai partvidéket (Küstenland), Triesztet, Isztriát, Görz és Gradisca tartományokat, valamint Tirol déli felét (Dél-Tirolt. Az utóbbit Trentino-Alto Adige néven tagolták be az olasz tartományok sorába.
A második világháború után a párizsi békeszerződés megerősítette Olaszország I. világháborús területi szerzeményeit. 1946-ban népszavazás útján megbukott a királyság, a köztársasági alkotmány 1948. január 1-jén lépett hatályba. A trikolórt a megalakuló Olasz Köztársaság nemzeti lobogójává választották. Ez a zászló Olaszország nemzeti jelképe jelenleg, a harmadik évezredben is.

## Lásd még
- Olasz régiók zászlói

## Külső hivatkozások
- Olaszország zászlaja a Világ zászlói (Flags of the World) weboldalon